# گمینا کامینگسک
گمینا کامینگسک (به لهستانی:  Gmina Kamieńsk) یک گمینا در لهستان است که در شهرستان رادومسکو واقع شده‌است. گمینا کامینگسک ۹۵٫۸۱ کیلومتر مربع مساحت و ۶٬۰۹۴ نفر جمعیت دارد.